# Ignacy Jeżewski
Ignacy Jeżewski herbu Jastrzębiec – generał major województwa płockiego, organizator i dowódca milicji płockiej w insurekcji kościuszkowskiej, poseł płocki na Sejm Czteroletni w 1790 roku, członek Zgromadzenia Przyjaciół Konstytucji Rządowej, sędzia pokoju okręgu płońskiego w 1807 roku.
Był  mistrzem loży wolnomularskiej Ludzkość w Płocku w 1819 roku.